# Руччерп
Ручче́рп (рос. Руччерп) — присілок у складі Лузького району Кіровської області, Росія. Входить до складу Лальського міського поселення.
Населення становить 7 осіб (2010, 15 у 2002).
Національний склад станом на 2002 рік — росіяни 100 %.

## Історія
1894 року у присілку була відкрита паперова фабрика купця Норіцина. Назва є скороченням від «ручна черпалка», саме такий механізм був на фабриці, на відміну від механізованих черпалок на сусідній Лальській фабриці купця Сумкіна. У часи СРСР, після заслання Норіцина, у приміщенні фабрики відкрили харчовий комбінат, який невдовзі був закритий.